# Zbigniew Raniszewski
Zbigniew Raniszewski (Toruń, 24 de fevereiro de 1927 - Viena, 21 de abril de 1956) foi um piloto de autódromo polonês. Durante sua carreira, Ramiszewski representou os clubes TKM Toruń (KS Torun) e Gwardia Bydgoszcz. Foi medalhista de bronze no Campeonato Polonês de Autódromo Individual em 1951 e 1955 e quatro vezes no Campeonato polonês de autódromo por equipes, conseguindo as medalhas de prata, bronze e ouro em 1956, 1951, 1953 e em 1955, além de ter sido campeão do Ace Criterium entre 1951 e 1953.
Ele faleceu durante uma corrida em Viena, quando perdeu o controle de sua motocicleta e se chocou contra escadas de concreto que levavam as arquibancadas. Após sua morte, um memorial sobre seu nome foi criado em 1984.
Atualmente, o corpo do piloto está enterrado no cemitério ul. De Wybicki em sua terra natal.